# Fehérvári úti Stadion
Fehérvári úti Stadion – stadion piłkarski w mieście Paks, na Węgrzech. Został otwarty w 1966 roku. Może pomieścić 6150 widzów. Swoje spotkania rozgrywają na nim piłkarze klubu Paksi FC.
Stadion został otwarty w 1966 roku. Do początków XXI wieku posiadał żużlową bieżnię lekkoatletyczną. W 2008 roku zainstalowano na obiekcie maszty oświetleniowe. W kolejnych latach przechodził dalsze modernizacje, a w latach 2016–2020 został kompletnie przebudowany, m.in. została oddana do użytku podgrzewana murawa, etapowo wybudowano też cztery nowe trybuny.